# چنگیز قربانوف
چنگیز قربانوف (ترکی آذربایجانی: Çingiz Salman oğlu Qurbanov; ۲۴ نوامبر ۱۹۹۴ – ۲۹ دسامبر ۲۰۱۶) سرباز نیروهای مسلح جمهوری آذربایجان بود، که در جریان درگیری‌های ۲۰۱۶ آذربایجان و ارمنستان کشته شد. او قهرمان ملی جمهوری آذربایجان است.

## زندگی‌نامه
چنگیز قربانوف در ۲۴ نوامبر سال ۱۹۹۴ در روستای «هزره» شهرستان قوسار در جمهوری آذربایجان چشم به دنیا گشود. بعد از آنکه آموزش متوسطه خود را در سال ۲۰۱۲ به اتمام رساند، وارد دانشگاه فنی آذربایجان و سال ۲۰۱۶ از آن دانش‌آموخته شد. او برای گذراندن دوره خدمت سربازی خود در سال‌های ۲۰۱۶ تا ۲۰۱۷ به نظام وظیفه احضار شد.

## خدمت سربازی
چنگیز قربانوف بر اثر تیراندازی نیروهای ارمنی به هنگام تلاش برای جلوگیری و خنثی‌سازی خرابکاری تیمی از عوامل اطلاعاتی ارتش ارمنستان در مرز دو کشور در ۲۹ دسامبر ۲۰۱۶ کشته شد. در نتیجه، جنازه او برای مدت بیش از یک ماه در طرف نیروهای ارمنستان روی زمین ماند. طرف ارمنستان با نقض همه قوانین، ضوابط و هنجارهای بین‌المللی، سرانجام در ۵ فوریه ۲۰۱۷ جنازه چنگیز قربانوف را به آذربایجان تحویل داد. او ۶ فوریه در خیابان شهدای شهرستان قوسار به خاک سپرده شد.

## نشان

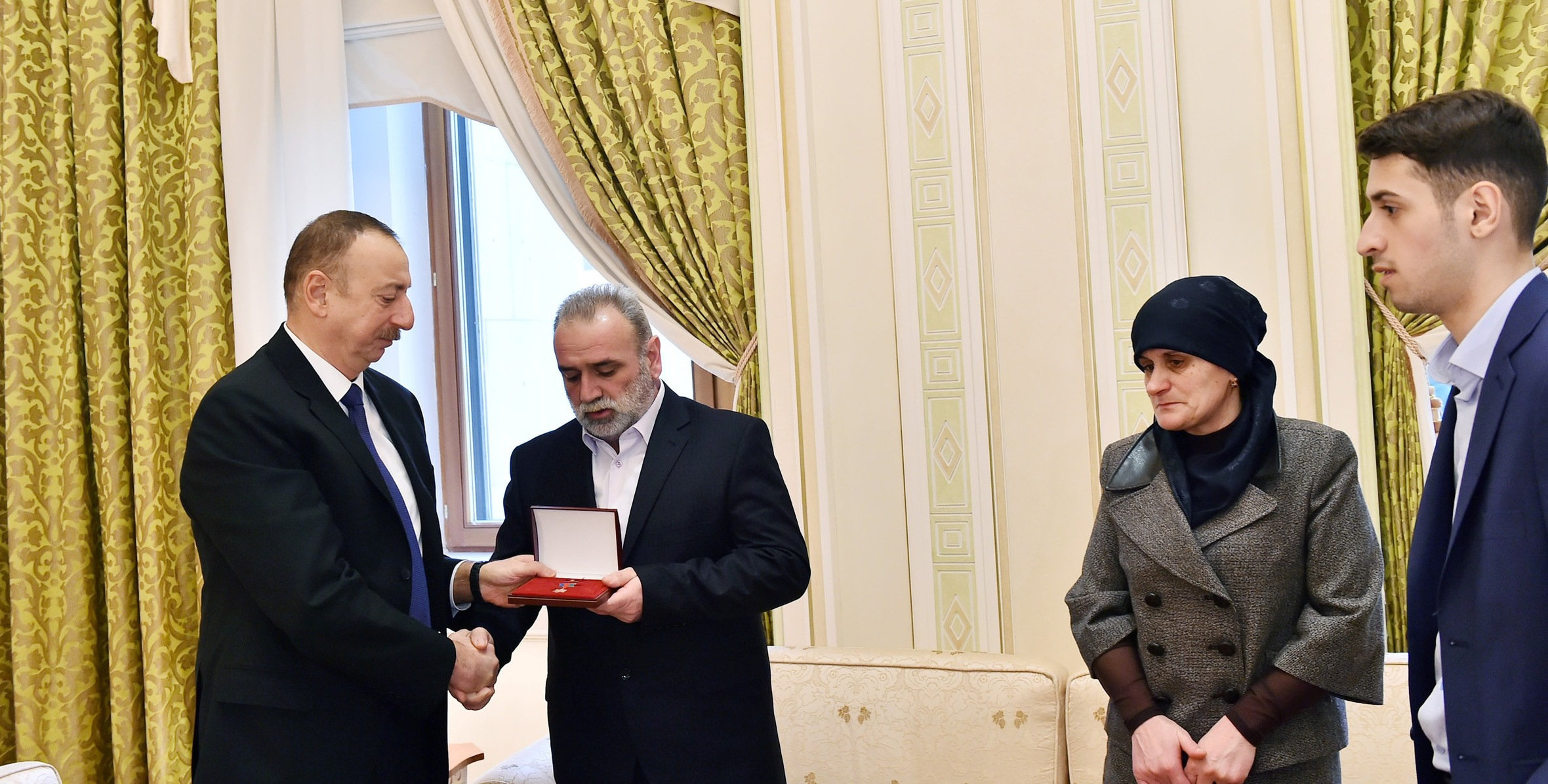
دیدار الهام علی‌اف، رئیس‌جمهور آذربایجان، با خانواده چنگیز قربانوف

- مطابق فرمان الهام علی‌اف، رئیس‌جمهور و فرمانده کل قوای آذربایجان، در پاس شجاعتش در انجام خدمت نظامی ویژه و کوشش‌هایش برای دفاع از تمامیت ارضی جمهوری آذربایجان، پس از مرگش به چنگیز قربانوف نشان قهرمان ملی این کشور اعطاء شد.[۴]
- در سال ۲۰۱۷، بعد از مرگش از چنگیز قربانوف با اهدای نشان ستاره سرخ جمهوری آذربایجان تقدیر به عمل آمد.

## بزرگداشت
- مستندی تحت عنوان «آرزویی که برآورده شد» راجع به زندگی‌نامه و کارنامه نظامی چنگیز قربانوف در جمهوری آذربایجان ساخته شده‌است.